# III Менделеевский съезд
III Менделеевский съезд — посвящён вопросам «чистой» и прикладной химии, проходил с 25 мая по 1 июня 1922 года в Петрограде. Первая большая встреча естествоиспытателей советской России.

## Организаторы
Этот первый Менделеевский съезд советского времени был созван по инициативе Русского физико-химического общества, Отделения любителей естествознания, антропологии и этнографии и химического отдела Высшего Совета Народного Хозяйства (ВСНХ), при содействии Академцентра. Первая большая встреча учёных-естествоиспытатаелей после Гражданской войны проходила в условиях НЭПа, денежной реформы, что и сказалось на возможности осуществления такого мероприятия. Теми не менее, условия работы съезда были чрезвычайно трудными, ощущался недостаток топлива, продовольствия, и в немалой степени успех его определяли энтузиазм устроителей и деятельность Оргкомитета, представители которого привлекали химиков к участию в этой первой встрече учёных в 22 городах новой страны.

## Правление, участники, сообщения
Президиум Организационного комитета составили: почётный председатель Д. П. Коновалов, председатель Н. С. Курнаков, вице-председатели А. Е. Фаворский, Л. А. Чугаев и В. Е. Тищенко; председатель Московского отделения — В. С. Гулевич. Избранное Оргкомитетом Исполнительное бюро было представлено следующими комиссиями: 1) Осведомительной, 2) Финансовой, 3) Жилищной, 4) Продовольственной, 5) Редакционной и 6) Библиотечной.
Было принято «Положение о третьем Менделеевском съезде» — шесть параграфов, регламентировавших его деятельность, в последнем говорилось: «Заседания съезда открыты для всех желающих, хотя бы они и не состояли членами съезда».
- 25 мая — первое общее собрание в Большой химической аудитории Петроградского университета, избран почётный председатель съезда — Д. П. Коновалов, председатель —  Н. Д. Зелинский, товарищи председателя — А. Е. Арбузов, А. А. Байков и А. Е. Чичибабин, секретари — Н. Н. Ворожцов, Л. Г. Гуревич и Г. Е. Тимофеев. После открытия были заслушаны доклады: В. Е. Тищенко «Памяти Д. И. Менделеева», П. П. Лазарева «О строении атомов», Л. А. Чугаева «Происхождение химических элементов и периодический закон».

На общих заседаниях секций сделаны следующие доклады: 
- 25 мая (председатель А. Е. Чичибабин) — П. П. Лазарева «О работах Института биологической физики в Москве»;
- 27 мая (председатели А. Е. Чичибабин и Н. Д. Зелинский) — Д. В. Алексеев «Новые основы химической кинетики», А. Е. Арбузов «О необратимых эндотермических реакциях», Н. С. Курнаков «О законах кратных отношений. Памяти Клода-Луи Бертоле. 1822—1922», В. Е. Тищенко «Война и химическая промышленность»;
- 30 мая — Д. С. Рождественский «Спектральный анализ и строение атомов», И. Я. Селеков «Методы и результаты исследования структуры вещества», В. Р. Бурсиан «Ионная теория кристаллических решёток и термохимическое её применение», Л. С. Термен «Радиомузыка» (с демонстрациями);
- 31 мая — Н. П. Курнаков «О пределах чувствительности живой протоплазмы».
- Секция общей химии. Общее руководство — Н. С. Курнаков; секретари: И. И. Черняев и Е. И. Дырмонт. Председатели: Г. Е. Тимофеев, Д. В. Алексеев, А. А. Байков, А. В. Думанский, Н. Д. Зелинский, М. П. Дукельский, А. М. Беркенгейм, Н. П. Песков, Д. Х Завриев; секретари: Б. В. Ильин, Я. К. Сыркин, В. Г. Воано, Н. П. Песков, И. И. Заславский, Д. А. Казанцев, А. И. Гундере, Н. Т. Фёдоров, М. С. Сканави-Григорьева; — 9 заседаний, 44 доклада; коллоидная химия и адсорбция: А. В. Думанский, М. П. Дукельский, Б. В. Ильин, Л. Г. Гурвич и Я. К. Сыркин; термический анализ и теплоёмкость: Н. С. Курнаков, Г. Г. Уразов и М. С. Вревский; кинетика: П. П. Лазарев, В. П. Шишокин, Н. П. Песков, Н. А. Шилов и М. М. Дубинин; радий и радиоактивность: Н. Д. Зелинский, В. Г. Хлопин, Л. Н. Богоявленский, В. П. Павлов и П. И. Лукирский; физическая химия: В. Я. Курбатов, Б. П. Орлекин, Н. Н. Семёнов, В. А. Яковлев, Н. Я.Сальдау, А. И. Горбов, А. А. Байков, И. И. Заславский, Н. И. Степанов, А. Г. Бергман; электронная теория в химии: А. М. Беркенгейм.
- Секция органической химии. Общее руководство — А. М. Фаворский; секретари: П. В. Ивицкий и К. А. Тайпале. Председатели: Н.. Д. Зелинский, А. Е. Чичибабин, А. Е. Арбузов, В. В. Шаврин, Н. Н. Ворожцов, Л. Г. Гурвич; секретари: В. А. Измаильский, В. В. Евлампиев, Б. А. Апбузов и  И. С. Яичников; — 5 заседаний, 30 докладов; полимеризация: С. В. Лебедев и Н. Д. Зелинский; гетероциклы: А. Е. Чичибабин; ароматические производные: Н. Н. Ворожцов и В. А. Измаильский; этиленовые и ацетиленовые углеводороды: А. Г. Бергман, Ю. С. Залькинд и К. А. Тайпале; белок: И. С. Яичников, Н. Д. Зелинский и В. С. Садиков.
- Секция технологии минеральных и органических веществ. Общее руководства — В. Е. Тищенко; секретари: А. П. Окатов и Н. П. Сабянин. Председатели: В. В. Шаврин, Г. Е. Тимофеев, М. К. Циглер, А. А. Яковкин, И. Ф. Пономарёв, А. В. Волокитин, Н. А. Розанов, П. И. Шестаков; секретари: А. И. Гундер, Д. А. Казанцев. М. Г. Окнов, А. П. Окатов и Н. П. Собянин; — 8 заседаний. 49 докладов; красители — Н. Н. Ворожцов и А. Е. Порай-Кошиц; азот и азотная кислота — А. И. Горбов и А. К. Колосов; сода, алюмосиликаты и соли — Г. Г. Уразов, А. А. Яковкин и И. Ф. Пономарёв; биохимические процессы — А. И. Степанов, Г. И. Лисицин, Н. П. Собянин и другие.

1 июня, на заключительном общем собрании (председатель Н. Д. Зелинский), с докладами выступили: А. А. Яковкин «Об утилизации атмосферного азота», В. Л. Омелянский «О реактивной способности микробов», О. Д. Хвольсон «О принципе относительности», В. Н. Ипатьев «О новейших успехах химической науки и промышленности во Франции и Германии».

### Итоги
Резолюции съезда указали на чрезвычайную важность развития — 1) производства оптического стекла (тема активно развивалась во время I мировой войны 1914—1918); 2) радиевых — завода и института Академии наук; на съезде В. Г. Хлопин продемонстрировал результат деятельности советских учёных — полученный методом выделения из руд, разработанным ими, первый отечественный препарат радия (1 декабря 1921 года); 3) исследований залива Кара-Богаз-Гол; 4) производство брома и бромистых препаратов (начато в 1914—1918).
Была отмечена важность активизации научной деятельности с привлечением резервов и сил всех государственных и гражданских институтов, — восстановления и развития исследовательской базы и педагогической практики.
Академик Н. Д. Зелинский, закрывая съезд, скажет :
Границы и перегородки между отдельными научными дисциплинами постепенно стираются, и чувствуется необходимость научного взаимопонимания среди представителей всех наук. Наиболее важные и основные вопросы наших представлений о природе требуют совместного разрешения; тут необходимо участие математика, механика, физика, химика, биолога, бакьтериолога, медика, минералога, геолога и даже астронома, ибо микрокосмос химических молекул и строение атомов не могут не отражать в себе элементов строения мироздания.
На III Менделеевском съезде было 406 делегатов, на 37 заседаниях представивших 150  (155) докладов .